# 1203 en santé et médecine
| Années de la santé et de la médecine : 1200 - 1201 - 1202 - 1203 - 1204 - 1205 - 1206    |
| Décennies de la santé et de la médecine : 1170 - 1180 - 1190 - 1200 - 1210 - 1220 - 1230 |

Cet article présente les faits marquants de l'année 1203 en santé et médecine.

## Événements

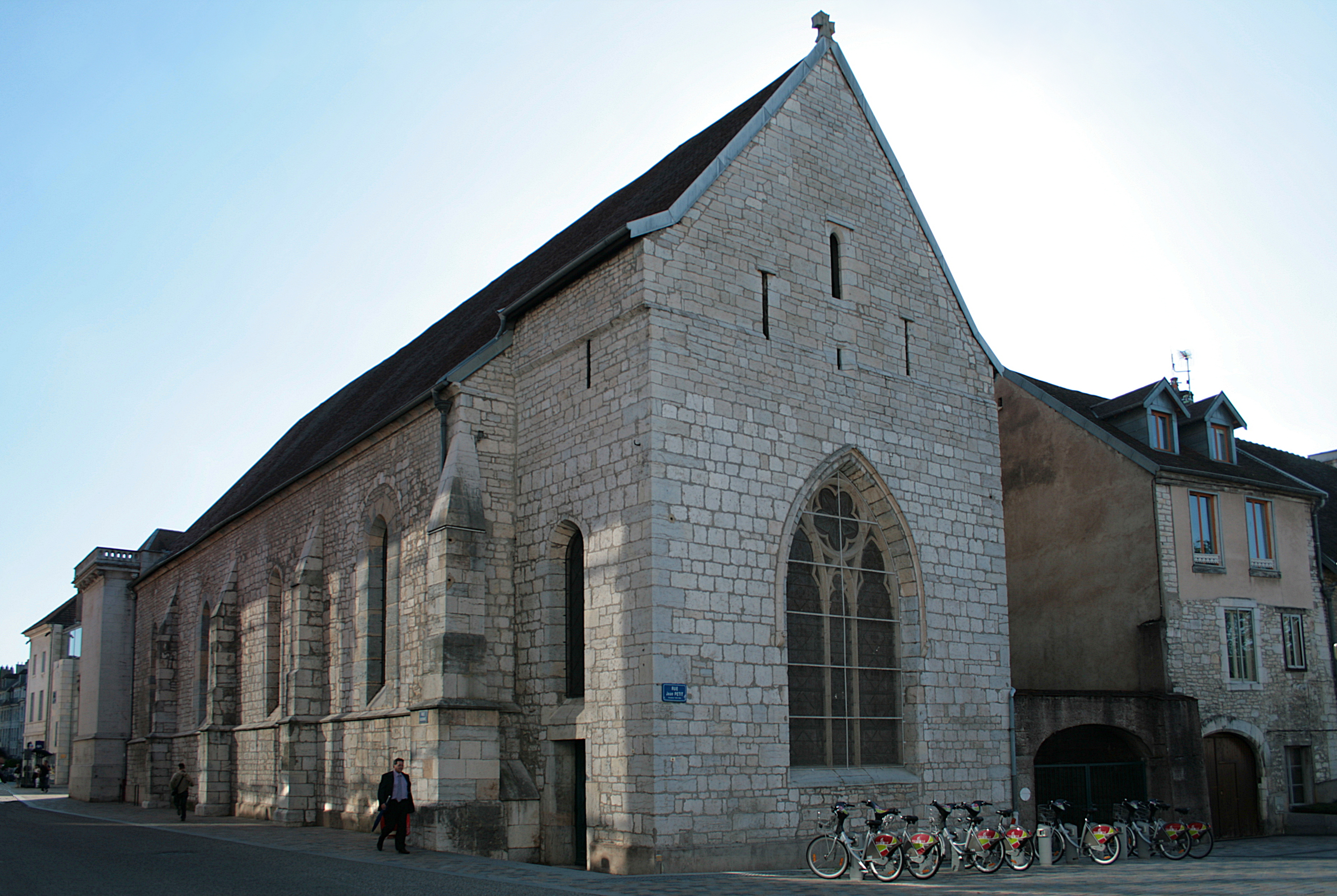
Besançon
Ancien hospice du Saint-Esprit

- Premiers textes mentionnant l'hôtel-Dieu Saint-Gervais de Soissons, aux confins de la Picardie, qui perdurera jusqu'à sa fusion en 1980 avec l'hôpital général Saint-Charles, pour donner le Centre hospitalier général[1].
- Fondation par Alexandre Aufrédy de l'aumônerie et hôtel-Dieu Saint-Barthélemy à La Rochelle, en Aunis[2].
- Arnould de Diest fonde à Webbekom le plus ancien hospice de Diest, dans le Brabant[3].
- Fondation par Jean II de la maison-Dieu de Vendôme, en Anjou[4], confiée aux frères condonnés de la congrégation de Saint-Sulpice-la-Forêt[5].
- Fondation de la maison-Dieu de Douvres, dans le Kent, par Hubert de Burgh[6].
- Fondation de l'hôpital d'Ypres, dans le comté de Flandre, peut-être par un certain Guillaume de Belle[7].
- Fondation d'une maladrerie à Marconne, dans le Ponthieu, par Enguerrand, comte d'Hesdin, et Péronne, sa femme[8].
- Avant 1203 : première mention de l'hôpital du Saint-Esprit de Dax, en Gascogne[9].
- Vers 1203 :
  - Fondation de l'hôpital du Saint-Esprit à Besançon, en Franche-Comté[10].
  - Fondation de l'hôtel-Dieu de Coucy, en Picardie, par Enguerrand III[11].

## Personnalité
- 1176-1203 : fl. Garnier, médecin de l'entourage de Barthélemy de Vendôme, archevêque de Tours[12].

## Naissance
- Vers 1194[13] ou en 1203[14] : Ibn Abi Usaybi'a (mort en 1269[14] ou 1270[13]), médecin et historien de la médecine du Moyen-Orient.

## Décès
- 1202 ou 1203 : Yuthok Yonten Gonpo le Jeune (né en 1112 ou 1126), descendant de Yuthok Yonten Gonpo l'Ancien, médecin, de ceux qui ont remanié ou enrichi les Quatre tantras médicaux, ouvrage fondamental de la médecine traditionnelle du Tibet[15],[16].